# Laura da Rocha Cesar

## Biografia
Laura da Rocha Cesar (Morro do Chapéu, 1856 - Morro do Chapéu, data desconhecida), era uma mulher parda, liberta, que viveu no século XIX em Morro de Chapéu, uma vila do interior da província da Bahia. Sua história de vida pode ser tida como um exemplo de como algumas pessoas egressas da escravidão conseguiram respeito e espaço na sociedade do período, embora tivessem que enfrentar inúmeros desafios.

## Contexto histórico
No século XIX, o Brasil ainda era um país em que a escravidão permanecia e a vida de pessoas de cor, ainda que fossem livres, era marcada por muitas dificuldades. Na maioria das vezes, mesmo libertas, elas não possuíam acesso a direitos básicos. Poucas pessoas conseguiam uma melhor vivência através das relações familiares, casamentos e redes de apoio.
A vila de Morro do Chapéu, onde Laura viveu, era uma região que possuía muitas fazendas, como exemplo a Fazenda Gurgalha. Essas fazendas eram muito importantes para o desenvolvimento econômico e a organização social do sertão baiano. A sociedade da época era marcada por sistemas hierárquicos rígidos e, por meio das relações cotidianas, por vezes, possibilitava-se a ascensão de pessoas de cor em circunstâncias muito específicas, como o caso de Laura.

## A vida de Laura
Laura foi fruto da relação entre João da Rocha Cesar e uma mulher escravizada que pertencia a Quintino Soares da Rocha, seu tio. Quando pequena, ela recebeu liberdade e foi reconhecida como membro da família. Por conta deste acontecimento, Laura possuía uma posição diferente das outras pessoas libertas na época.
Sua vida se passou na Fazenda Gurgalha. Ela teve participação ativa na vida social da localidade e foi madrinha em vários batizados de filhos de pessoas escravizadas e até de pessoas livres. Naquela época, o título de madrinha era algo de muita importância, pois representava respeito e ligação com outras famílias.
Além disso, Laura também participava ativamente da organização da fazenda e tinha bastante influência no cotidiano da comunidade. Por conta de sua posição de mulher liberta, atuar nesses espaços de respeito era algo muito escasso e raro, o que, portanto, mostra a diferenciação de sua trajetória.
Considerando que era uma mulher parda nascida na escravidão, aspectos que representavam barreiras sociais muito significativas, Laura conseguiu conquistar notoriedade e reconhecimento, um fator que também se via em sua atuação como um ícone de referência dentro da comunidade. É razoável pensar que, durante toda a sua vida, ela teve de lidar com preconceitos, disputas por espaço e desafios individuais, mas mesmo diante de tudo isso, construiu uma trajetória sólida e admirável.

## Casamento e família
Em 24 de janeiro de 1873, Laura se casou com Theodorico Laurindo Cesar, membro da elite local da época. Através desse casamento, ela conseguiu firmar ainda mais seu lugar na sociedade local. O casal teve dois filhos: Rosentino Lopes Cesar e Theodorico Lopes Cesar.
Após alguns anos, em 1877, Laura ficou viúva e, um tempo depois, perdeu o seu filho primogênito. Ela se tornou herdeira dos bens do marido e também inventariante dos bens de Quintino Soares da Rocha, coronel influente da região. Durante esse período, Laura cuidou sozinha dos filhos pequenos. Mesmo enfrentando altos e baixos, ela conseguiu manter a herança e os direitos da família, mostrando-se uma mulher muito determinada.
Ser inventariante naquele período era uma posição de grande responsabilidade, o que se tornava ainda mais difícil por ela ser uma mulher liberta. No entanto, a capacidade administrativa de Laura é muito evidente nos documentos de prestação de contas, nos quais ela reforçava sua habilidade em administrar os bens de sua família, incluindo a criação de gado vacum que, embora tenha sido afetada pela seca, ainda mostrava crescimento.

## O prestígio e a ascensão social
A partir do ano de 1882, Laura passou a ser tratada como “Dona Laura da Rocha Cesar”, o que demonstra o reconhecimento social que ela conquistou ao longo da vida. Esse título, aparentemente simples, tinha um peso simbólico muito forte naquela época, especialmente por se tratar de uma mulher parda e liberta. Poucas pessoas nessa condição recebiam esse tipo de distinção. A forma como ela era vista na comunidade revela não só sua ligação com figuras influentes como o coronel Quintino, mas principalmente sua habilidade em lidar com as relações sociais e políticas da região. Essa ascensão mostra como ela soube se posicionar em meio às estruturas de poder locais, conquistando respeito e autoridade em um contexto extremamente desigual.

## A relação com o coronel Quintino
Laura era sobrinha-neta do coronel Quintino Soares da Rocha, que, após sua morte, deixou-lhe uma herança considerável. Em 1882, ela já possuía terras, gado e uma parte significativa da Fazenda Gurgalha. No entanto, essa herança não garantia uma vida sem desafios. A seca, que afetava fortemente a região, minou a produção e reduziu o rendimento de suas propriedades. A relação com o coronel Quintino também era mantida através de laços de solidariedade com os ex-dependentes dele, como evidenciado pelo fato de ela apadrinhar um filho de um ex-escravizado do coronel em 1887, mantendo os laços com a Casa Gurgalha vivos, mesmo após a morte de Quintino.

## Desafios e estratégias de sobrevivência
Laura vivia em uma região constantemente afetada por longos períodos de seca, o que dificultava bastante a criação de gado, uma das principais atividades econômicas do sertão. A seca entre 1888 e 1890, por exemplo, trouxe prejuízos consideráveis para o seu rebanho e suas posses. Ainda assim, ela conseguiu contornar as dificuldades ao adotar práticas comuns entre criadores da época, como transferir o gado para áreas menos atingidas. Isso mostra como ela estava atenta às dinâmicas locais da pecuária e sabia se adaptar às adversidades. Sua habilidade em manter o patrimônio mesmo em momentos tão críticos revela não apenas resiliência, mas também um certo domínio sobre a gestão de recursos em um contexto de constantes instabilidades.

## Mudanças no padrão de vida
Em 1893, já no período republicano, nessa ocasião, se apresentou como costureira. Isso pode ser um reflexo de uma queda em seu padrão de vida, provavelmente causada pela estiagem severa que afetou a região nos anos anteriores. Essa mudança no seu status social é significativa, pois além de revelar as dificuldades econômicas que ela enfrentou, também mostra que Laura não se deixou abater pela perda de riqueza material. Mesmo diante da diminuição de seus bens, ela continuou a lutar para manter sua dignidade e sua posição dentro da sociedade local, o que evidencia a sua persistência e habilidade em se adaptar às circunstâncias.

## A história de Laura: de escrava a protagonista
Laura nasceu escrava, mas foi libertada ainda bebê. Sua história reflete a complexidade da sociedade da época, onde os descendentes de escravizados, especialmente as mulheres, precisavam ser muito astutas para conseguir ascender socialmente. Laura soube aproveitar as oportunidades que surgiram por conta do seu parentesco com o coronel Quintino. Ela soube combinar seus interesses pessoais e familiares com a necessidade de se adaptar às normas e exigências sociais daquele tempo. Sua habilidade de navegar pelas complexas relações de poder no sertão baiano, tanto nas questões de herança quanto nas alianças estratégicas, foi fundamental para sua ascensão e para a construção de uma trajetória de destaque.

## Importância da sua história
A trajetória de Laura da Rocha Cesar é um exemplo claro de como, mesmo em tempos de grandes dificuldades, mulheres egressas da escravidão conseguiam construir histórias de sucesso e respeito. Ela foi capaz de criar redes de apoio ao seu redor e garantir uma vida mais digna para seus filhos, apesar dos desafios. Sua história também revela uma faceta muitas vezes negligenciada do sertão baiano, mostrando que essa região era muito mais diversa e complexa do que se costuma imaginar, especialmente no que diz respeito à presença e ao papel das pessoas negras e pardas, escravizadas e libertas.